# جک سارفاتی
 جک سارفاتی (انگلیسی: Jack Sarfatti؛ زاده ۱۴ سپتامبر ۱۹۳۹) یک فیزیک‌دان اهل ایالات متحده آمریکا است.